# Cantó de Pontarlier
El cantó de Pontarlier és un cantó francès del departament del Doubs, situat al districte de Pontarlier. Té 24 municipis i el cap és Pontarlier.

## Municipis
- Bannans
- Bouverans
- Chaffois
- La Cluse-et-Mijoux
- Dommartin
- Doubs
- Les Fourgs
- Granges-Narboz
- Les Grangettes
- Les Hôpitaux-Neufs
- Les Hôpitaux-Vieux
- Houtaud
- Malbuisson
- Malpas
- Montperreux
- Oye-et-Pallet
- La Planée
- Pontarlier
- La Rivière-Drugeon
- Sainte-Colombe
- Saint-Point-Lac
- Touillon-et-Loutelet
- Verrières-de-Joux
- Vuillecin

## Història
| Data d'elecció                           | Identitat        | Partit           | Qualitat |
| ---------------------------------------- | ---------------- | ---------------- | -------- |
| 1945-1949                                | Albert Besançon  | RPF              |          |
| 1949-1967                                | Jacques Henriet  | RI, després CNIP |          |
| 1967-1979                                | Edgar Faure      | UDR              |          |
| 1979-2004                                | André Cuinet     | UDF              |          |
| 2004-                                    | Christian Bouday | Divers gauche    |          |
| les dades anteriors no són pas conegudes |                  |                  |          |
|                                          |                  |                  |          |